# Dom ljuger
Dom ljuger är en singel av musikgruppen Knutna nävar som gavs ut 1972 av Clarté ML, dåvarande ungdomsförbund till KFML(r). B-spåret, En arbetarkvinnas sång till sin son, är enligt konvolutet fritt efter V.I. Lenin och är ofta refererad till som singelversionen, en något modernare variant än den mer kända versionen på LP-skivan De svarta listornas folk.

## Låtlista
1. "Dom ljuger" - 2:50
2. "En arbetarkvinnas sång till sin son" - 2:28